# Blackwall Yard
Blackwall Yard était un chantier naval de la Compagnie anglaise des Indes orientales, situé au bord de la Tamise, dans le quartier londonien de Blackwall (en). Il a existé pendant plusieurs centaines d'années.

## Histoire

### Compagnie des Indes

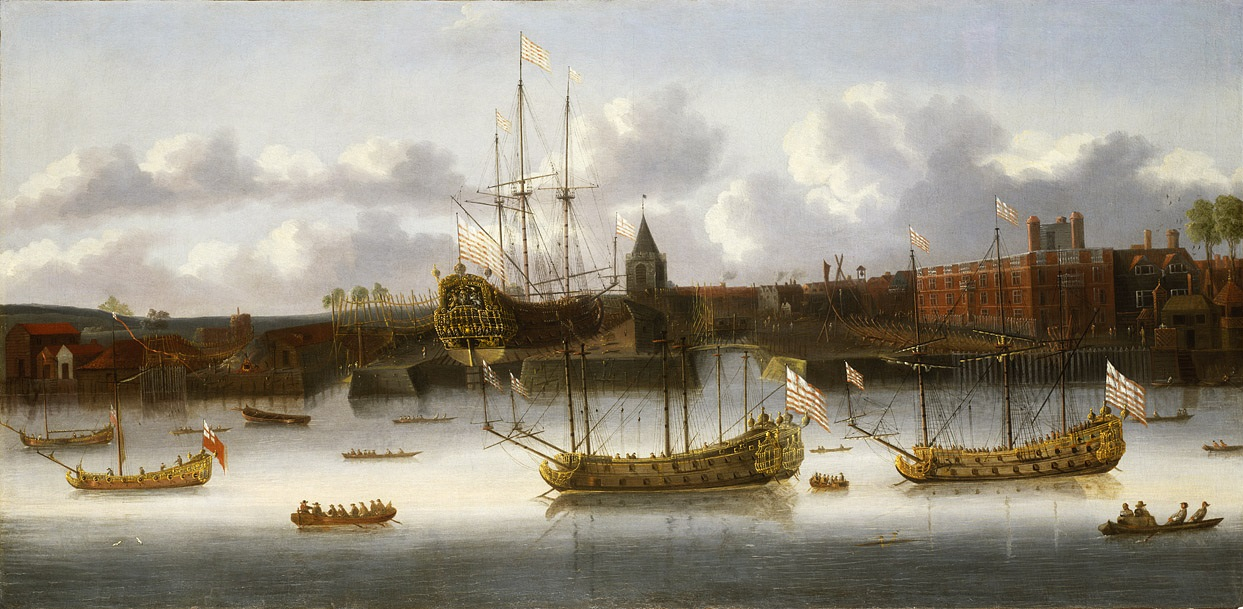
Le chantier naval de la compagnie des Indes orientales, XVIIe siècle, National Maritime Museum, Greenwich
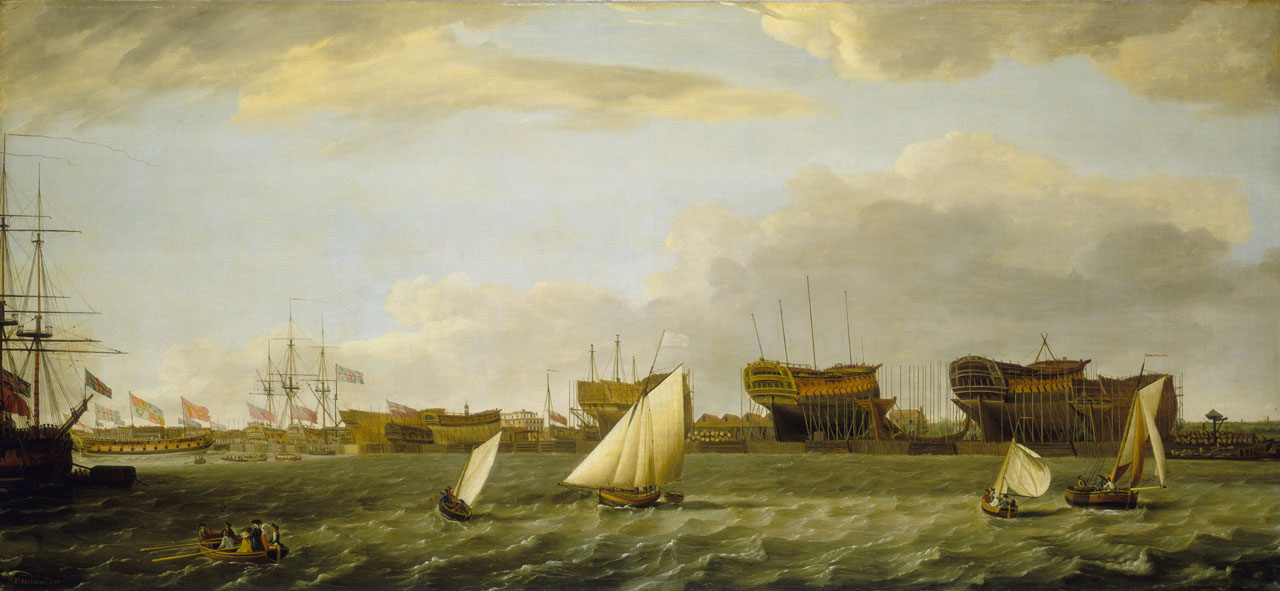
Le chantier naval de Blackwall vue de la Tamise, par Francis Holman, 1784, au National Maritime Museum, Greenwich
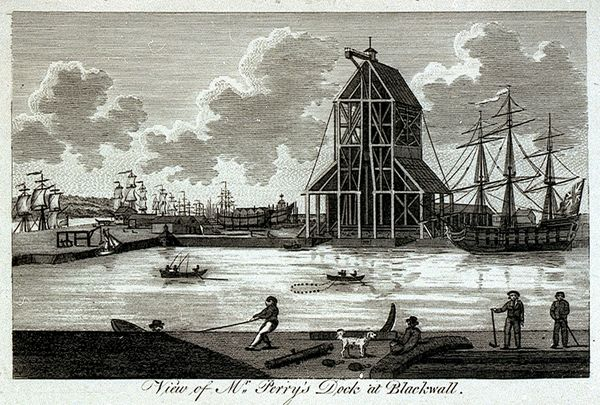
Vue des docks de M.Perry à Blackwall, vers 1789, National Maritime Museum, Greenwich
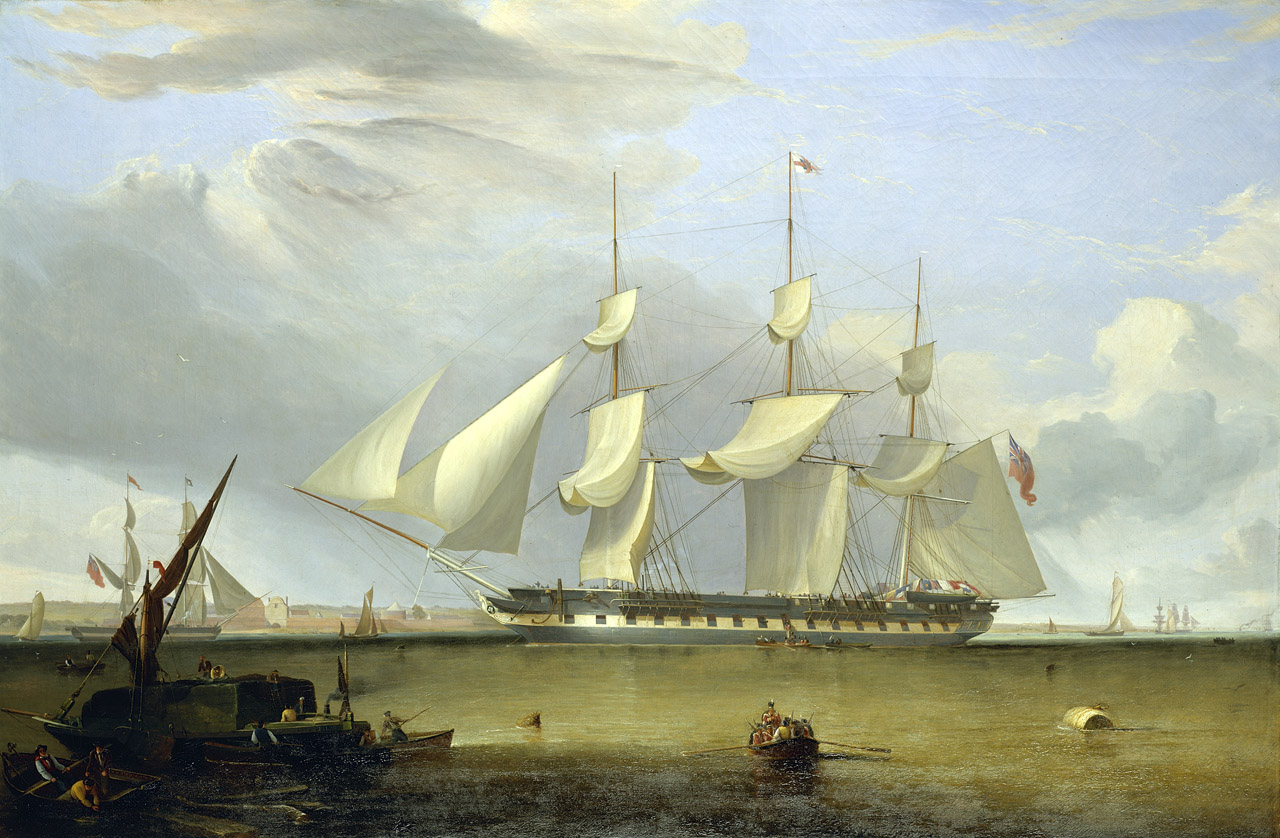
Le « Prince of Wales » embarquant des troupes à Gravesend, 1845, attribué à John Lynn, National Maritime Museum, Greenwich